# Agrilus mimosae
Agrilus mimosae é uma espécie de escaravelho perfurador de madeira metálico da família Buprestidae.  A faixa de distribuição de Agrilus mimosae inclui América Central e América do Norte.